# No Night Is Too Long
No Night Is Too Long è un film televisivo del 2002 diretto da Tom Shankland e tratto dal romanzo omonimo di Barbara Vine.

## Trama
Tim Cornish è un brillante studente del Suffolk che però conduce uno stile di vita promiscuo. Il giovane conosce per caso il dottor Ivo Steadman, paleontologo che insegna presso l'Università dove egli studia letteratura ed intraprende una relazione con lui. Tutto procede bene tra i due fino a quando Ivo non rivela al ragazzo di essersi innamorato di lui. Spaventato della cosa Tim inizia a diventare sempre più freddo e si lascia andare ad un incontro sessuale occasionale mentre Ivo è impegnato con il suo lavoro universitario. Nonostante tutto il ragazzo accetta di accompagnare Ivo in un viaggio di lavoro in Alaska. 
Prima di partire Tim incontra e si innamora di Isabel, con la quale intraprende una breve relazione. Il viaggio, compiuto a bordo di una nave, si rivela assai turbolento a causa dei continui sospetti di Ivo che Tim abbia una relazione con un'altra persona. A complicare il tutto ci pensa Ivo che violenta Tim. Una notte, Tim confessa ad Ivo di non amarlo, di essere innamorato di Isabel e che, non appena la crociera sarà finita, lo lascerà per fidanzarsi con lei. Ivo furioso tenta di ucciderlo soffocandolo, ma il ragazzo riesco a salvarsi la vita.
Il mattino seguente, mentre un gruppo di persone si reca su un'isola remota per studiare dei fossili, Ivo e Tim hanno un'accesa discussione. Nella colluttazione che segue Tim manda Ivo a sbattere contro una montagna rocciosa e, credendo di averlo ucciso, fugge a Vancouver, nella Columbia Britannica. Lì si mette alla ricerca di Isabel, senza però riuscire a trovarla. Durante la sua ricerca, Tim inizia una relazione sessuale con Thierry, un vagabondo. Non avendo trovato Isabel, Tim fa ritorno nel Regno Unito.
Ivo, che in realtà non è stato ucciso, lascia l'isola dove Tim lo ha lasciato ed affronta Isabel. Si viene quindi a scoprire che Isabel è in realtà la sorella di Ivo, il cui compito era quello di tenere d'occhio Tim mentre Ivo era impegnato ad organizzare il viaggio. 
Tim inizia a ricevere delle lettere anonime dalle quali si evince che qualcuno è a conoscenza del suo crimine. Thierry si presenta a casa del ragazzo nella speranza di riprendere la loro relazione perché convinto che  Tim sia molto ricco. Quando il ragazzo gli rivela che i soldi che egli ha speso per lui non erano in realtà i suoi e che lui non è ricco, Thierry se ne va via.
Ivo si presenta di persona a casa di Tim e discute con lui su quanto accaduto. Mentre esce dalla casa del ragazzo, Ivo viene ucciso da Thierry, il quale vedendolo ammantato nel cappotto di Tim lo aveva scambiato proprio per Tim. Sopraffatto dalla paura che la sua influenza distruttiva possa colpire anche Isabel, Tim si rifiuta categoricamente di fare entrare la ragazza nella sua casa e di riprendere così la loro relazione.